# Camptopleura
Camptopleura là một chi bướm ngày thuộc họ Bướm nâu.